# Craspedacusta chuxiongensis
Craspedacusta chuxiongensis is een hydroïdpoliep uit de familie Olindiasidae. De poliep komt uit het geslacht Craspedacusta. Craspedacusta chuxiongensis werd in 2000 voor het eerst wetenschappelijk beschreven door He, Xu & Nie. 